# Kai (perro)
Kai (甲斐犬?  también denominado Kai Ken, Tora Inu o perro tigre) es una raza de perro originaria de Japón donde está considerada patrimonio natural y donde ha sido criada durante siglos. Es una raza bastante poco frecuente incluso en Japón, está emparentado con el Spitz japonés.

## Historia
Esta raza tiene su origen en la isla de Honshu (Japón), en la antigua provincia de Kai (Prefectura de Yamanashi). Los perros Kai fueron originalmente utilizados para la caza del jabalí y el ciervo. Fue declarado en 1934 como un “Patrimonio Natural” del país.

## Temperamento
Son perros muy hábiles, son ágiles y tienen un olfato y oído muy sensibles, su inteligencia hace que sea un perro ideal para la caza por su orientación y su resistencia a las temperaturas, pero es un perro especial.
A pesar de sus características de perro de montaña es un canino ideal para las familias ya que se adapta a los interiores sin problemas.
Es fiel, noble, cariñoso, inteligente, juguetón en Asia es un perro muy popular por ser muy sociables con la familia y otros perros y a la vez un protector de su familia.